# Groninga
Groninga (en neerlandés, Groningen [ˈɣroːnɪŋə(n)]ⓘ aprox. Jróninge; en bajo sajón, Grun'n) es una ciudad de los Países Bajos, capital y localidad más poblada de la provincia homónima en el norte del país.
Dentro de la provincia, la ciudad está constituida administrativamente como uno de sus diez municipios. En 2019, el municipio tenía una población de 229 620 habitantes, de los cuales 190 590 vivían en el territorio considerado oficialmente como propio de la ciudad. Aunque el municipio cuenta con varias pedanías, es difícil determinar cuáles son pueblos y cuáles son barrios designados como pueblos: a fecha de 2019, las principales pedanías del municipio eran Haren (17 250 habitantes), Hoogkerk (9 795 habitantes), Ten Boer (4 650 habitantes) y Glimmen (1 330 habitantes).
Los habitantes de Groninga, stadjers ("gente de ciudad"), llaman cariñosamente a su ciudad "stad" (ciudad). 

## Historia
Groninga fue una ciudad hanseática. En 1536 pasó a formar parte de los Países Bajos de los Habsburgo. La victoria de los neerlandeses en 1568, no se sustanció en la toma de la ciudad, que fue defendida eficazmente por el Ejército de Flandes. Firmado el Edicto perpetuo en 1577, quedó en manos de los rebeldes neerlandeses hasta 1580, cuando pasa a manos de los Países Bajos Españoles. El 22 de julio de 1594, la conquistaron las Provincias Unidas a las tropas españolas. En 1672, en la guerra franco-neerlandesa, fue sitiada infructuosamente durante cuatro semanas por las tropas de Bernhard von Galen, obispo de Münster y aliado de Luis XIV. En Groninga se celebra la victoria cada año el 28 de agosto. En 1945, durante la Segunda Guerra Mundial, Groninga fue seriamente dañada durante los combates entre los alemanes y los aliados, particularmente el lado norte de la plaza mayor o Grote Markt. La ciudad sería finalmente liberada el 16 de abril de ese año.
Un edificio conocido en Groninga es el Martinitoren (el campanario de la iglesia de San Martín) y una estatua célebre el "Peerd van Ome Loeks" (el caballo de tío Lucas).

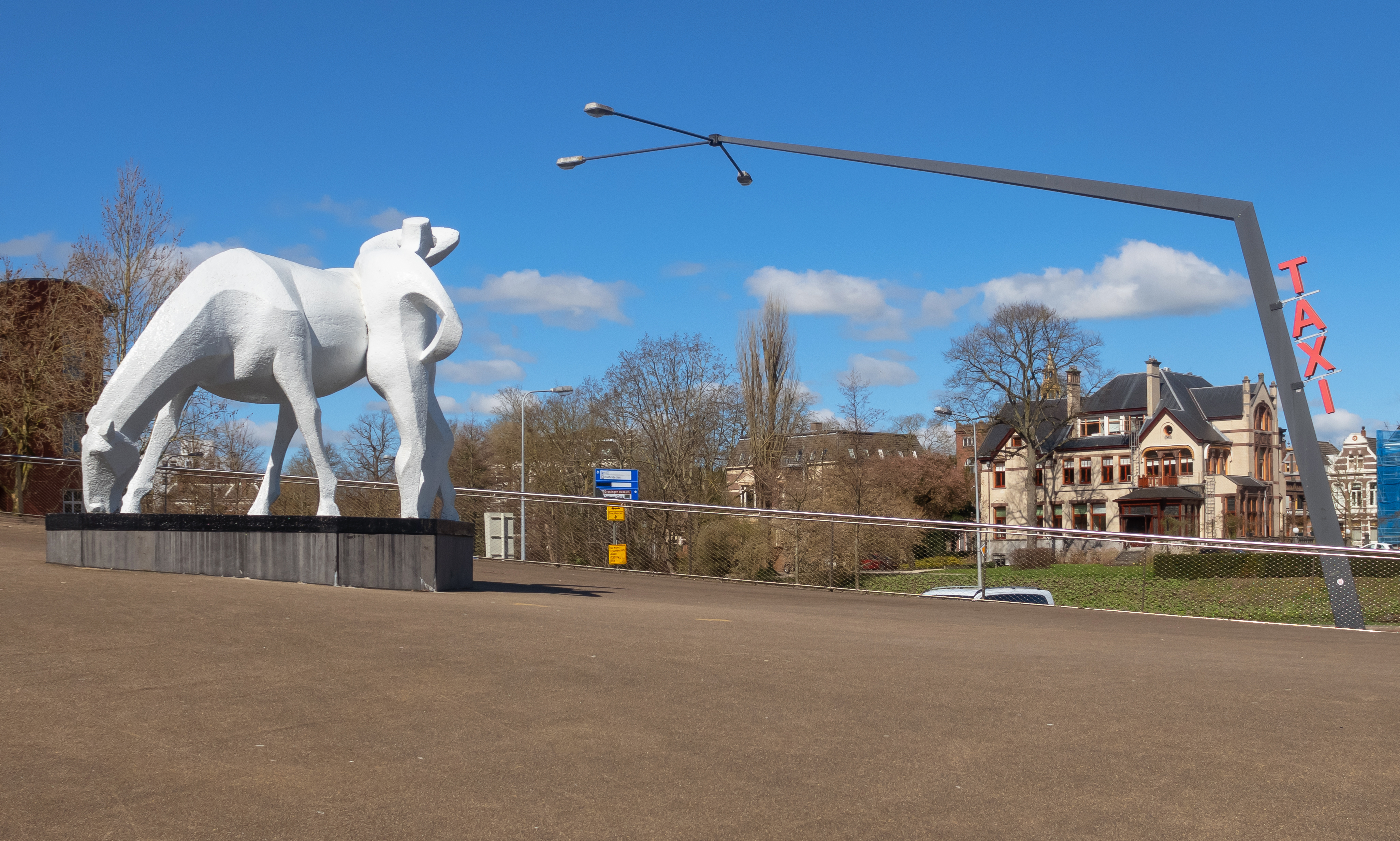
Escultura Het Peerd van Ome Loeks (el caballo del tío Loeks) diseñada por el artista Jan de Baat

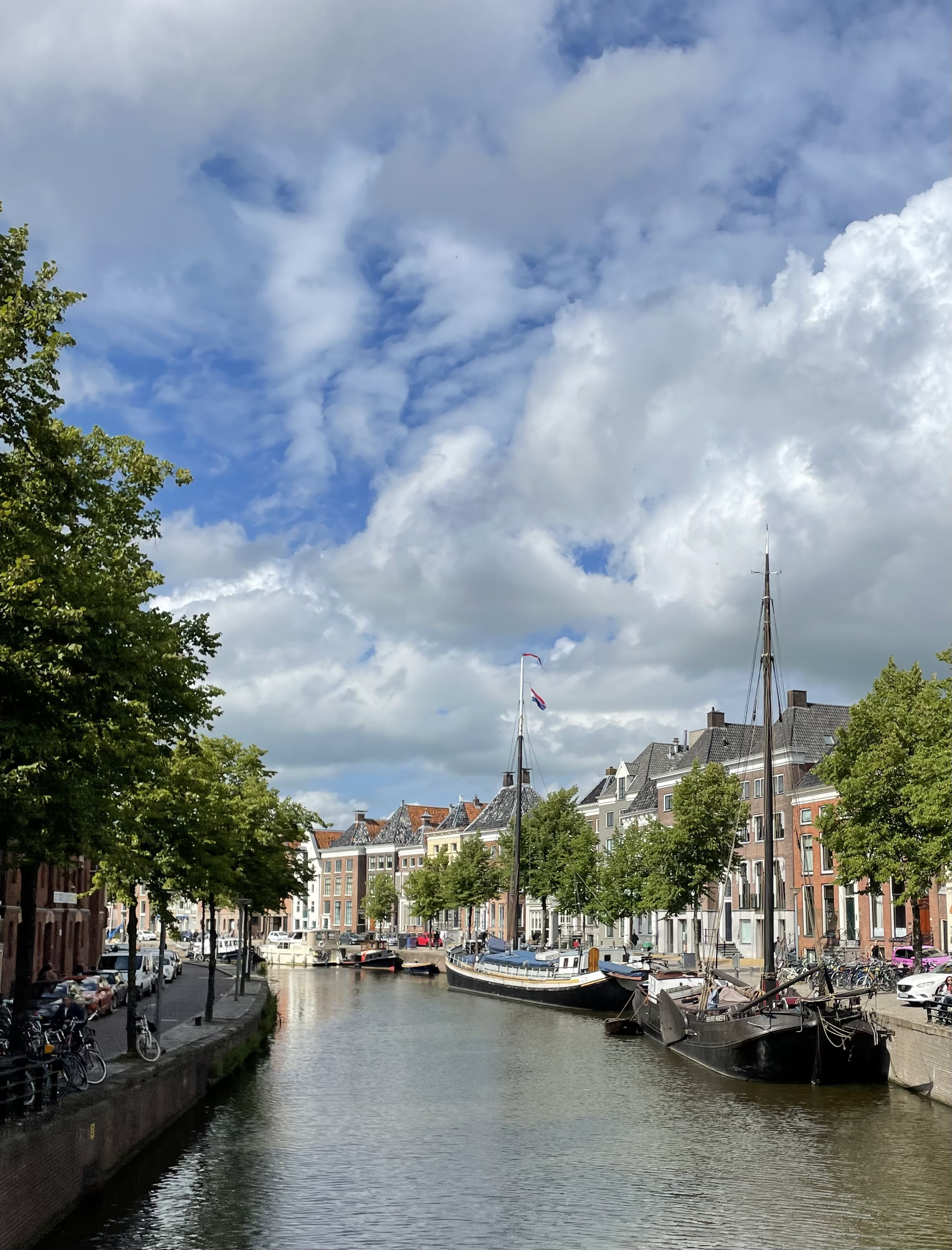
Canal Biennestad-Noord

## Geografía
Hay una ciudad que lleva el nombre de Groninga en el distrito de Saramacca, Surinam. una antigua colonia holandesa. Debe su nombre a la ciudad natal del gobernador general holandés de Surinam, Jan Wichers, quien estableció la ciudad como fuerte en 1790.

### Canales
Numerosos canales (grachten) rodean la ciudad, llamados localmente diep. Los principales canales que parten de la ciudad son Van Starkenborghkanaal, Eemskanaal y Winschoterdiep. Los canales de Groninga, que ya no se utilizan para el transporte de mercancías comerciales, alguna vez fueron centros vitales para el comercio y el transporte. Los ríos que pasan cerca de Binnenstad se utilizan para el comercio desde hace al menos mil años. La Compañía Holandesa de las Indias Occidentales y los inversores extranjeros establecieron su sede en Groninga en Reitemakersrijge. Se construyeron estratégicamente almacenes adicionales a lo largo de los canales de Noorderhaven para almacenar productos coloniales. Estos almacenes a menudo contenían productos obtenidos de las plantaciones de las colonias holandesas.

## Educación
|  | Universidad             | Fundación | Acrónimo | Tipo                |
|  | ----------------------- | --------- | -------- | ------------------- |
|  | Universidad de Groninga | 1614      | RuG      | Universidad pública |

## Deportes
| Equipo          | Deporte    | Competición    | Estadio      | Creación |
| --------------- | ---------- | -------------- | ------------ | -------- |
| FC Groningen    | Fútbol     | Eredivisie     | Euroborg     | 1971     |
| GasTerra Flames | Baloncesto | FEB Eredivisie | Martiniplaza | 1958     |